# Antalya (provincie)
Antalijská provincie (turecky Antalya ili) je provincie ve Středomořské oblasti Turecka. Jejím hlavním městem je Antalya, ve které žije přes milión obyvatel. Antalijská provincie je sevřená mezi pohořím Taurus a Antalijským zálivem Středozemního moře. Sousedí s provinciemi (od západu k východu) Muğla, Burdur, Isparta, Konya, Karaman a Mersin.
Antalijská riviéra je oblíbeným cílem turistů a příjmy z cestovního ruchu jsou významnou složkou hospodářství provincie.